# Johanna Töpfer
Johanna Töpfer (Schneidemühl, 1929. április 3. – Berlin, 1990. január 7.) német politikus és közgazdász. Az FDGB szakszervezeti szövetség elnökhelyettese volt.

## Élete
Töpfer a Posen-Nyugat-Poroszország területén található Schneidemühlben (ma Piła, Lengyelország) született, 1945-ben az NDK államvasútjánál kezdett dolgozni. Hamarosan a vasúttársaság lipcsei központja káder-osztályának titkára lett. Közben képzéseken is részt vett: 1951 és 1952 között Drezdában vett részt tanári szemináriumon, 1955-ben pedig a Berlini Egyetemen szerzett Diplom-Wirtschaftlerin fokozatot. 1952 után tanárként dolgozott, doktori disszertációját pedig „A Német Szocialista Egységpárt (SED) Központi Bizottságának Szociológiai Akadémiája” témában írta. 1990. január 7-én öngyilkos lett.

## Politikai pályája
Töpfer 1945-től volt a Szabad Német Szakszervezeti Szövetség (FDGB), 1949-től pedig a SED tagja. 1955-től a FDGB beesenstedti és grünheidei iskoláinak igazgatóhelyettese lett. 1956–1959 között a szövetség igazgatóságának, 1968 és 1989 között pedig az elnökség tagjaként tevékenykedett. A Fritz Heckertről elnevezett FDGB-főiskola előadója, majd professzora is volt. 1971 és 1989 között a SED központi bizottsága, 1976 és 1989 között pedig  a keletnémet parlament (Volkskammer) tagja volt.